# 北京航空航天大学中法工程师学院
北京航空航天大学中法工程师学院（简称北航中法工程师学院），北京航空航天大学学院之一（学院代码为24），法国中央理工大学集团成员。2005年4月22日，法国中央理工學院聯合體与北京航空航天大学在中国北京合作创办中法工程师学院，旨在利用北京航空航天大学与法国中央理工大学集团高水平的教学资源建立一所在工程学科具有较高教学水准的学院，以培养合格和专业的人才，为法语国家和当地经济及社会发展提供有力的知识型人才支持。学院采用法国工程师大学校培养模式，前三年对应法国两年预科阶段，后三年半对应法国工程师阶段（含半年工程师类企业实习）。学院采用本-硕连贯培养模式，学生完成学业后取得北航颁发的本科毕业证书与学士学位证书，北航颁发的研究生毕业证书与硕士学位证书，北航中法工程师学院颁发且被法方承认的工程师文凭。
从第三学年开始，学院提供给学生赴法国交流学习的机会，时间从半年、一年到两年不等，所有费用由学生自理。交流学校包括：中央理工-高等电力学院（由巴黎中央理工学院、高等电力学院合并而成）、里昂中央理工学院、南特中央理工学院、里尔中央理工学院、马赛中央理工学院、国立民用航空学院、波尔多第一大学、比利时布鲁塞尔自由大学（法语区）、路易大帝中学（法国顶级工程师预科学校）等。其中，两年期为双学位项目，可获得对方学校工程师文凭，但北航中法工程师学院工程师文凭不予发放。与此同时，中央理工大学也会选派部分法国学生在自愿的原则下来到北航中法工程师学院交流。

## 学制与课程
从2006届开始，中国学生通过参加高考经由普通高等学校招生录取进入该学院（理科实验班）。课程教学大部分使用法语，学院采用法国工程师大学校培养模式，即本-硕贯通培养模式，共计六年半。 
1.预科阶段：
- 第一年：主要为法语训练，加上数学物理、思想政治、计算机基础等北京航空航天大学的基本课程，以及学院开设的通识课程如：通用工程师导论，为以后法语教学和和成为一名通用工程师打下基础。
- 第二、第三年：继续法语的强化，并逐渐引入法语数学和物理的课程，但同时还存在部分课程使用汉语进行授课。

2.工程师阶段：
- 第四年：本科阶段结束，考核合格的学生可获得北航颁发的本科毕业证书及“数学与应用数学”“信息与计算科学”“应用物理学”“工程力学”四个专业之一的学士学位。[註 1]

- 第五年、第六年：工程师阶段
- 第七年上半年：半年工程师类企业实习，完成后取得考核合格的学生可获得北航颁发的研究生毕业证书和“系统工程”（学术型）或“工业工程”（专业型）硕士学位及由北航中法工程师学院颁发、法国承认的工程师文凭[4]。

## 实习
学院要求学生在硕士答辩前完成以下实习并通过实习答辩：
- 第五学年暑假，为期至少三个月的工程师或科研类实习
- 从第六学年起，为期至少六个月的工程师类实习

## 合作伙伴[5]
学院借鉴和发扬了法国工程师人才培养的企业合作伙伴制度，与中国商飞、法国赛峰等二十余家中外知名企业建立合作伙伴关系。伙伴企业积极参与学院发展规划、教学计划的制定及教学环节的实施，并为学生提供实习实践和就业的场所和机会。
- 空中客车公司（Airbus）
- 法国航空（Air France）
- 中国航空工业集团（AVIC）
- 阿海珐（Areva）
- 海航技术（HNA Technic）
- 斯伦贝谢（Schlumberger）
- 中国商飞（COMAC）
- 法国电力公司（EDF）
- ESI集团（ESI Group）
- Murex
- 拉法基（Lafarge）
- 彼欧公司（Plastic Omnium）
- 赛峰集团（Safran）
- 西得乐（Sidel）
- 法国兴业银行（Société Générale）
- 意法半导体（STMicroelectronics）
- 泰雷兹集团（Thales）
- 道达尔（Total）
- 法雷奥（Valeo）

## 学院大事记
2004-11-02
北京航空航天大学与法国中央理工大学集团签约创建中法工程师学院
2005-04-22
中法工程师学院成立
2005-09-06
中法工程师学院首批学生入学
2007-02-01
法国高等教育与科研部部长来访
2007-04-16
首届北航—法国中央理工大学集团科技研讨会召开
2008-01-24
中法工程师学院举行“合作伙伴开放日”
2008-02-29
中法工程师学院基础教学实验中心建成并投入使用
2008-03-01
首届道达尔—北航中法工程师学院越野挑战赛举行
2008-04-01
卢森堡经济发展委员会代表团来访
2008-04-08
法国赛峰集团高管代表团来访
2008-04-08
阿尔斯通公司—北航中法工程师学院合作伙伴签字仪式举行
2008-10-20
中法工程师学院举行中方院长见面会
2008-10-25
中法工程师学院首届工程师阶段学生开学典礼举行
2008-10-25
法国著名雕塑《风之舞》落户中法
2009-01-08
中国驻法国大使馆公使衔教育参赞朱小玉女士来访
2009-02-24
国家级教学名师钱伯初教授 为中法工程师学院学生授课
2009-03-04
中国商用飞机有限责任公司成为中法工程师学院合作伙伴
2009-03-15
第二届道达尔—北航中法工程师学院越野挑战赛举行
2009-06-10
中法工程科学实验室成立备忘录签署仪式举行
2009-06-12
中法工程师学院“中法一号”无人机成功试飞
2009-06-13
中法工程师学院首届本科生毕业典礼
2009-06-26
中法工程师学院第二批学生赴法
2009-07-29
中法工程师学院学生赴合作伙伴企业进行暑期实习
2009-10-21
中法工程师学院法方院长张多雷荣获中国2009年度国家“友谊奖”
2009-11-04
欧洲宇航防务集团总裁来访
2009-12-14
法国工程师职衔委员会主席来访
2009-12-20
中法工程师学院大力引进海外优秀人才
2009-12-22
法国总理弗朗索瓦·菲永参观北航中法工程师学院
2010-03-21
第三届道达尔—北航中法工程师学院越野挑战赛举行
2010-04-29
法国教育部部长来访
2010-05-17
贝阿特丽丝·迪迪耶教授做客“北航大讲堂”阐述 “何为法国文化”
2010-05-22
中法工程师学院“中法二号”无人机试飞成功
2010-05-24
怀进鹏校长率团访问法国教育研究部和法国中央理工大学
2010-05-26
中法工程师学院张巍荣获国家优秀自费留学生奖学金
2010-06-07
法国前总理让-皮埃尔·拉法兰来访
2010-06-14
法国教育部工程师职衔委员会来中法工程师学院评估认证
2010-06-15
怀进鹏校长会见法国驻中国大使
2010-06-22
中法工程师学院荣获多项北航基础科研业务费项目支持
2010-07-05
法国高等教育与科研部部长来访
2010-07-13
中法工程师学院四名法语教师获批法国驻华使馆项目赴法进修
2010-07-21
法国中法友好委员会及参议院代表团来访
2010-08-28
中法工程师学院第三批学生赴法
2010-09-21
中法工程师学院与法国欧洲宇航防务集团签署合作伙伴协议
2010-10-10
第四届道达尔—北航中法工程师学院越野挑战赛举行
2010-10-12
中法工程师学院学生在2010年Scilab-OW2开源软件设计大赛中荣获三等奖
2010-10-15
中法工程师学院顺利通过法国教育部工程师职衔委员会认证
2010-10-18
中法工程师学院举行首届学生科技实践成果汇报会
2010-10-22
怀进鹏校长应邀参加首届中法高等教育论坛
2010-10-23
中国商飞总经理金壮龙参加中法工程师学院联合管理委员会会议
2010-12-01
中法工程师学院多名教师获“我爱我师”荣誉称号
2011-03-02
对法科技交流合作与创新研讨会在我校举行
2011-04-09
中法工程师学院师生代表赴西昌卫星发射中心参观
2011-04-22
中法联合实验室第一次管委会召开，张军副校长当选为实验室主任
2011-04-25
对法科技合作联盟第一次筹备会召开，我校被推选为理事长单位
2012-01-07
北航中法工程师学院培养出首届毕业生
2012-03-23
我校法国研究中心列入教育部国别研究培育基地
2012-03-27
法国教育部代表团考察中法工程师学院
2012-03-28
中法工程师学院应邀参加第十八届中法经济研讨会
L’Ecole Centrale de Pékin participe au 18e séminaire de l’économie sino-français
2012-07-10
法国外交部部长洛朗·法比尤斯访问我院
2012-07-23
中法工程师学院育人模式成为教育部高等学校师资培训经典案例

## 开设专业
| 开设专业或课程的代码及名称   | 培养层次 | 培养年限（年） | 颁发证书                                           |
| ---------------------------- | -------- | -------------- | -------------------------------------------------- |
| 航空宇航科学与技术(082500)   | 硕士     | 2.5            | 北京航空航天大学硕士文凭 以及"Diplôme d'ingénieur" |
| 材料科学与工程(080500)       | 硕士     | 2.5            | 北京航空航天大学硕士文凭 以及"Diplôme d'ingénieur" |
| 动力工程及工程热物理(080700) | 硕士     | 2.5            | 北京航空航天大学硕士文凭 以及"Diplôme d'ingénieur" |
| 控制科学与工程(081100)       | 硕士     | 2.5            | 北京航空航天大学硕士文凭 以及"Diplôme d'ingénieur" |
| 电子科学与技术(080900)       | 硕士     | 2.5            | 北京航空航天大学硕士文凭 以及"Diplôme d'ingénieur" |
| 计算机科学与技术(081200)     | 硕士     | 2.5            | 北京航空航天大学硕士文凭 以及"Diplôme d'ingénieur" |
| 机械工程(080200)             | 硕士     | 2.5            | 北京航空航天大学硕士文凭 以及"Diplôme d'ingénieur" |
| 物理学(070200)               | 硕士     | 2.5            | 北京航空航天大学硕士文凭 以及"Diplôme d'ingénieur" |
| 材料工程(085204)             | 硕士     | 2.5            | 北京航空航天大学硕士文凭 以及"Diplôme d'ingénieur" |
| 电子与通信工程(085208)       | 硕士     | 2.5            | 北京航空航天大学硕士文凭 以及"Diplôme d'ingénieur" |
| 控制工程(085210)             | 硕士     | 2.5            | 北京航空航天大学硕士文凭 以及"Diplôme d'ingénieur" |
| 航空工程(085232)             | 硕士     | 2.5            | 北京航空航天大学硕士文凭 以及"Diplôme d'ingénieur" |
| 理科实验班(0070)             | 学士     | 4              | 北京航空航天大学学士文凭                           |